# Rothorn (Klosters)
Rothorn är en bergstopp i Schweiz.   Den ligger i regionen Prättigau/Davos och kantonen Graubünden, i den östra delen av landet, 200 km öster om huvudstaden Bern. Toppen på Rothorn är 2 806 meter över havet, eller 64 meter över den omgivande terrängen. Bredden vid basen är 0,27 km.
Terrängen runt Rothorn är bergig åt sydväst, men åt nordost är den kuperad. Närmaste större samhälle är Davos, 14,6 km väster om Rothorn. 
Trakten runt Rothorn består i huvudsak av gräsmarker. Runt Rothorn är det mycket glesbefolkat, med 3 invånare per kvadratkilometer.